# Про любовь (альбом Анны Седоковой)
Про любовь — четвертый сольный альбом украинской певицы Анны Седоковой, выпущенный лейблом Media Land.

## Критика
Если песня «Грааль» мелодична, а «Стильная» лирична, но обе эти красивые вещи легко представить себе в репертуаре Седоковой, то «Алые губы» - это громкий выход «в народ». В пении артистки появились фолк-элементы, которые в сочетании с разудалым битом в духе поп-музыки 90-х выводит песню в категорию «дискотечный ретро-хит». На этом певица не останавливается и композицию «Чиполлино» делает в духе эстрадной эксцентрики: «Я думала, ты Челентано, а ты всего лишь Чиполлино», а дальше «помощь» рифмуется с «овощем», и слушатель удивлённо поднимает брови. Песня, может, и не хит, но впечатление производит. В номере «Чужие люди» Седокова не удивляет откровенным текстом, но удивляет драматичнейшим припевом в духе Ани Лорак. Столь же пронзительно, как у Лорак, у Анны не получилось, но попытка вышла запоминающаяся. Ну а в остальных песнях поклонники артистки легко найдут приятные мелодии и ласковые интонации, если им этого достаточно.

## Об альбоме
За пару недель до релиза экс-участница «ВИА Гры» начала знакомить слушателей со своей новой пластинкой, представив композиции «Игристое, детка!» и «Чипполино». А с 6 декабря 2019 года слушателям стали доступны все одиннадцать новых композиций Анны Седоковой, которые вошли в альбом.
— Я надеюсь, вы помните, что у нас с вами завтра альбом выходит! А это значит, что будем танцевать до потери сознания, не важно, ты же мать или отец.

## Список композиций
| №   | Название           | Длительность |
| --- | ------------------ | ------------ |
| 1.  | «Игристое, детка!» | 3:00         |
| 2.  | «Грааль»           | 3:08         |
| 3.  | «Алые губы»        | 3:31         |
| 4.  | «Стильная»         | 2:42         |
| 5.  | «Отель Калифорния» | 2:55         |
| 6.  | «Чиполлино»        | 3:30         |
| 7.  | «B & g»            | 2:50         |
| 8.  | «Спорим»           | 2:31         |
| 9.  | «Чужие люди»       | 2:55         |
| 10. | «Теплее»           | 2:58         |
| 11. | «Самолёты»         | 3:20         |

### Видеоклипы
1. «Алые губы» — реж. Неизвестно
2. «Игристое, детка!» — реж. Олег Филиппенко
3. «Грааль» — реж. Анна Седокова, Олег Филиппенко
4. «Теплее» — реж. Олег Филиппенко
5. «Самолёты» — реж. Алина Герман